# Paecilaema andreae
Paecilaema andreae is een hooiwagen uit de familie Cosmetidae.